# 경영관리
경영관리 또는 일반경영, 일반관리, 경영관리론은 경영에서 업무수행을 효과적으로 행할 수 있게 경영조직을 체계적으로 운영하는 것으로 경영상에서의 각종 업무수행이 경영목적을 위하여 가장 효과적으로 행해질 수 있도록 여러 가지 시책을 체계적으로 연구하고 경영조직체를 만들어 이를 운영하는 일을 의미하며, 이런 연구를 종합한 학술분야를 경영학이라고 한다.

## 개요
흔히 경영관리 연구는 인사조직관리의 하부에 두기도 한다. 경영관리는 흔히 경영을 위한 직간접적 관리 방식과 그 이론에 대한 포괄적인 표현이다.

### 경영관리 범위
경영관리는 단순히 조직의 경영을 지원하는 의미로 제한되지 않고, 조직이 조직의 목적과 그 결과를 유지하며 생존하게 하는 이론연구, 방안과 제도, 제반 활동을 의미한다. 조직을 위한 경영관리는 경제에 참여하는 기업 조직만이 아니라 모든 경제단위에 적용할 수 있으며, 국가 조직의 관리를 위한 행정학과 특정 조직을 위한 전문 학문 분야에서도 다뤄진다.

## 정의
경영관리는 경영에서 업무수행을 효과적으로 행할 수 있게 경영조직을 체계적으로 운영하는 것으로 경영상에서의 각종 업무수행이 경영목적을 위하여 가장 효과적으로 행해질 수 있도록 여러 가지 시책을 체계적으로 연구하고 경영조직체를 만들어 이를 운영하는 것을 의미한다.
경영관리는 학자마다 범위와 주요 요소에 대한 주장이 다르나 위의 3가지 사항에 관련된 분야의 범위를 다룬다. 경영관리는 시장환경에서 기업조직이 어떻게 지속 가능할지에 대해서 기업 전반의 경영을 종합적으로 연구하는 경영학 분야이고, 기업을 이루는 개인, 집단, 조직 범위에서 이뤄진다.

## 경영관리의 역사
근대의 경영관리는 신생조직인 기업이 체계화하는 20세기 초에 다양한 시장을 경험하며 기업조직의 발전으로 단순한 경험으로 운영하던 기업관리의 한계가 나타나면서 체계적인 조직관리를 위한 노력이 시작되었다. 근대주의 영향 아래 20세기 초 근대적 경영관리의 연구가 진행되며, 과학적 경영이 작업자의 생산성을 높이는 관점에서 등장하기 시작했다. 이후 일반관리론으로, 행동적 접근, 계량적 접근 방식으로 근대적 경영관리 이론이 등장하였다. 현대적 경영관리 연구는 '통합적이고 상황을 지향하는 다양한 이론들이 등장하며 현대 경영관리의 연구가 진행된다.

### 근대적 경영관리
근대적 경영관리 이론 또는 고전적 경영이론의 등장은 프레더릭 테일러의 연구가 출간된 1911년으로 본다. 신생 기업의 발전과 새로운 환경이 등장하며 이에 적응하기 위한 기업경영에 관심을 기울이며 등장한 이론이 경영학 이론의 시작이자, 경영관리 이론의 시작이라 할 수 있다. 경영학의 시초인 과학적 경영과 일반관리, 행동적 접근, 계량적 접근 이론이 근대적 경영관리 이론의 흐름이라 할 수 있다.
근대적 경영관리 이론은 새로운 경영 방식을 제안하고, 새롭게 근대적 기업 조직으로 발전하도록 기여하였고, 경영을 이해하도록 중요한 공헌을 하였다. 하지만, 시대적 한계, 제한적 연구 방법 등으로 경영관리에 대한 유기체적인 이해보다는 기계론적 이해와 전체적인 조망보다는 부분적 조망이 이뤄진 이론들이다.

#### 과학적 관리
과학적 관리(과학적 경영)은 프레더릭 윈즐로 테일러의 《과학적 경영의 원리》가 출판된 해인 1911년에 등장한다. 생산 기술자였던 테일러는 저서에서 과학적 경영의 필요성을 밝히며, 최선의 경영 원리를 과학적으로 정의 내렸다. 근대 경영학의 시작이며, 작업자의 작업을 분석하여 얻은 이론이었다. 과학적 경영은 생산 증대를 위해 지침을 정하고, 작업자의 효율을 높이기 위한 작업 도구의 제작, 작업 방식의 고안을 주장하였다.

#### 일반관리론
일반관리론은 직무를 넘어서 경영의 주제를 기업 조직의 전체로 확장시켰다. 과학적 경영의 프레더릭 테일러와 비슷한 시기의 인물인 앙리 페이욜과 막스 베버로 대표된다. 테일러의 작업관리의 미시적 접근인 과학적 경영 연구와 달리, 경영 실무자였던 프랑스 출신 페이욜은 일반적 경영 기능에 대한 경영관리를 경영자와 경영 실무자의 입장에서 '일반관리론'을 주장하였고, 독일 사회학자인 베버는 권한 관계를 중심으로 조직활동으로 '관료조직'을 주장하였다.

#### 행동적 접근
행동적 접근은 인간의 행동을 바탕으로 경영을 이해하고 경영관리의 방향을 제시하고자 하였다. 기업 조직 내에서 작업자의 숙련과 능력을 다양한 욕구와 결합하여 연구하였고, 점차 조직은 개인과 집단 행동의 배경에서 이해해야 한다고 주장하였다. 이러한 주장은 1924년부터 1932년까지 이어진 호손공장 연구로 결정을 지었다. 이 연구를 진행한 메이요는 조직내에서 업무와 같은 행동은 감정과 밀접한 관계를 지니며, 집단은 개인의 행동에 영향을 끼친다는 결론을 내렸다.
'호손공장 연구'의 목적은 조명과 작업자의 능률 조사였다. 하지만 연구가 시작되자, 어두운 조명 아래에서도 생산성이 향상되었고, 조명을 달빛 수준으로 조절해도 생산성은 떨어지지 않았다. 원인은 작업자들이 자신들이 우수한 사원으로 선택되어 조사 대상이 되었다는 자부심으로 행한 작업 결과 탓이었다. 작업에는 조명도 필요하지만, 자부심을 지닌 작업자가 생산적인 작업자라는 결론을 내려야 했다.

#### 계량적 접근
계량적 접근은 2차 대전 당시 군사 작전과 인력 배치, 군수물자 지원 등의 문제를 해결하기 위해서 수학과 통계적 방식을 도입하였고, 물자 공급과 제작 등을 수행한 기업들에게 전해져 경영관리 분야로 발전하였다. 영국의 부족한 공군 능력으로 독일군에게 효과적으로 공격할 방안을 찾는 통계적 기법에서 발전한 '최적 할당 모형' 등이 등장하였다. 의사결정을 위한 통계적 기법, 작업일정 작성, 최적화 모형 등을 활용하여 계량적 경영관리를 하도록 하였다.

### 현대 경영관리
'근대적 경영관리' 또는 '고전적 경영관리'에서 현대적 경영관리로 전환되는 시기는 1950년대이다. 2차 세계대전을 마치고, 한국전쟁의 시기로 유럽은 전후 재건에 집중하고, 유럽 제국주의의 식민지가 독립하여 아프리카, 아시아, 아메리카 대륙에서 신생국가가 형성되는 시기였고, 미국은 전쟁 이후 경제적 변화에 기업이 적응을 해야 하던 시기였다. 특히 1954년 피터 드러커의 저서 《경영의 실제》는 기존 근대적 경영관리를 넘어선 현대적 경영관리의 전환점이 된다. 드러커는 경영자의 역할을 강조하며 경영이 현시대 최고의 예술이자 과학이라고 주장하였고, 이 주장은 21세기 경영관리의 역할을 자리매김했다.
현대적 경영관리와 근대 경영관리의 가장 큰 차이는 통합이다. 19세기의 영향을 받던 근대적 경영관리(고전적 경영관리)의 흐름은 기능을 강조하였지만, 1950년대 이후의 현대 경영학은 통합을 강조하였다. 기능이 분화된 '기계적인 기업조직' 이해에서 다양한 기능을 경영관리의 목적, 경영의 목적을 위해서 다양한 분야를 통합하여 '유기적 기업 조직' 이해로 전환되었다. 이 통합적 접근방식은 과정, 시스템, 상황을 중심으로 하는 경영관리 방식을 형성했다.

#### 과정 접근방식
과정 접근방식은 기업조직이 경영관리에서 기능의 연계 과정을 중요시 하는 이론으로 1960년대부터 등장하였다. 근대 경영관리 이론인 '행동접근'과 '계량 접근방식'이 기능과 생산성을 강조하여 실제 경영과 간극을 보이고, 단순한 경영자의 도구로 전락한 것에 대한 비평에서 출발하여 점차 복잡해지는 시장환경의 다양성에 기업조직의 기능에 대해서 통합적 경영관리 이해인 과정적 접근 방식을 적용하고자 했다.

#### 시스템 접근 방식
시스템 접근 방식은 1960년대 중반부터 등장한 경영관리의 전개 방식이다. 기업조직을 시스템구조로 이해하고 기업조직의 문제를 해결하고 했다. 시스템 접근 방식의 시스템은 기업조직의 각 부분이 상호 연관, 의존 부분을 지닌다고 보고, 심리학자들의 투입과 산출의 균형을 위한 설명이론이었던 시스템 이론을 경영관리 방식으로 도입하였다.
시스템 구조는 크게 두 개로 개방시스템과 폐쇄시스템이다. 근대 경영관리의 기업조직 이해는 '폐쇄 시스템'적 접근으로 기업조직과 환경인 시장의 기능을 강조하는 기계적 이해방식이다. 현대 경영관리의 기업조직 이해는 '개방적 시스템' 접근으로 기업조직과 환경인 시장이 상호 영향을 주는 연관, 의존적 관계를 강조하는 유기적 이해 방식이다.

#### 상황적합 접근 방식
상황적합 접근 방식은 '경영 시스템' 접근 방식의 모호성을 극복하기 위해 기업조직의 성과에 영향을 주는 각종 변수를 측정하고 분석하는 방식이다. 이는 기업조직을 단순한 생명체 또는 유기체로 이해하는 기업조직 내부 중심적 사고에서 벗어나 기업조직에 영향을 주는 내부적, 외부적 요인인 '상황 변수'에 적응하는 접근방식이다.
기업조직을 생명체로 본다면, 단순히 자기 중심적인 활동을 하지 않고, 처해진 상황적 변수에서 자신의 능력으로 가장 적합한 행동을 통해 목적을 이뤄야 한다. 경영관리가 처해진 외부 상황을 고려하지 않고, 내부의 변수를 고려하지 않는다면 경영성과를 얻을 수가 없다. 과거 근대적 경영관리에서 세부화된 직무와 생산성 강조는 상황을 고려하지 않은 내부 결정 사항이므로, 역동적인 시장환경에 적응하지 못한다. 상황적합 접근 방식은 작업의 폭을 넓히고, 상황에 적응할 자율권을 부여할 때 생산성과 성과의 향상 가능을 주장한다. 이는 시스템 접근 방식의 한계인 의존 관계 정의를 더욱 분명하게 한다. 기업조직의 구성은 상호 의존적이라는 시스템적 사고에서 기업조직의 어떤 부분이 의존하고 있으며, 내부적 의존인지, 외부적 의존인지 분석하는 상황적합 사고는 직관적이고 경영문제를 논리적으로 분석하고 해답을 찾을 수 있다.

#### 21세기의 경영관리 방식
제4차 산업혁명 시대인 21세기 정보통신과 빅 데이터, 인공지능, 로봇, 사물인터넷, 무인운송, 나노기술, 3차원 인쇄를 중심으로 하는 시대에 적중하는 경영관리 방식은 여전히 시도 중이고, 진행 중이다.

## 같이 보기
- 경영
- 경영지원
- 경영학
- 기업
- 기업범죄
- 윤리경영
- 조직문화
- 피터 드러커
- 회사법